# Karl Wotke
Karl Wotke (* 1. Juni 1912 in Bratislava, damals noch Pressburg; † 23. August 1969 in Rhodesien) war ein deutscher KZ-Arzt.
Wotke trat 1933 der SS bei (SS-Nummer 306.477). Er war vom 15. Oktober 1940 bis zum 25. August 1941 Lagerarzt im Stammlager des KZ Auschwitz. Später war er der Sanitätskompanie Nord in Stettin zugeordnet. 1943 trat er der 6. SS-Gebirgs-Division „Nord“ bei. Zum 9. November 1943 wurde er zum SS-Hauptsturmführer befördert.